# Joe Royle
Joseph ("Joe") Royle (Norris Green, 8 april 1949) is een Engels voormalig voetbaltrainer en voetballer. Hij speelde als aanvaller gedurende zijn carrière. Royle speelde zes interlands voor Engeland en scoorde tweemaal.

## Clubcarrière
Royle werd geboren in Norris Green. Dat is een buitenwijk van de stad Liverpool. In 1966 begon de aanvaller zijn loopbaan bij Everton, een van de grote clubs uit Liverpool. In acht seizoenen bij de club scoorde Royle meer dan 100 doelpunten. Daarnaast was hij actief voor Manchester City, Bristol City en Norwich City. Hij won echter geen prijzen en stopte in 1982 met voetballen.

## Trainerscarrière

### Oldham Athletic en Everton
Royle was twaalf jaar trainer van Oldham Athletic, van 1982 tot 1994. Nadat Royle Oldham Athletic naar de Premier League leidde, volgde hij de ontslagen Mike Walker op als trainer van Everton. Everton had gouden jaren tachtig achter de rug, waarin de club tweemaal landskampioen werd en de Europacup II won onder leiding van de legendarische trainer Howard Kendall. De succesperiode was echter ten einde.Zijn grootste succes behaalde Royle in 1995 met winst van de FA Cup tegen het Manchester United van trainer Sir Alex Ferguson en aanvaller Mark Hughes (doelpunt van aanvaller Paul Rideout) en daaropvolgende winst van de FA Charity Shield tegen de historische landskampioen van dat jaar, Blackburn Rovers. In 1997 vertrok Royle bij Everton wegens een dispuut met voorzitter Peter Johnson over verscheidene inkomende transfers die hij niet mocht afronden. De Noorse aanvaller Tore André Flo stond op zijn verlanglijst, maar Johnson gaf geen toestemming voor de overgang van de spits die later voor Chelsea zou uitkomen.

### Manchester City
In 1998 werd Royle aangesteld als trainer van Manchester City, waar hij ooit speler was geweest (1974–1977). Royle bleef drie jaar trainer van Manchester City. In mei 2001 degradeerde Manchester City uit de Premier League en Royle werd ontslagen.

### Ipswich Town en Oldham Athletic
Royle's laatste clubs waren Ipswich Town en opnieuw Oldham Athletic. Sinds het voorjaar van 2009 coachte Royle geen club meer.

## Erelijst als trainer
Oldham Athletic
- Football League Second Division: 1991

Everton
- FA Cup: 1995
- FA Charity Shield: 1995